# Заречный (Куйбышевский район)
Заре́чный — хутор в Куйбышевском районе Ростовской области.
Входит в состав Куйбышевского сельского поселения.

## Население
| 2010 |
| ---- |
| 56   |

## Улицы
Ну хуторе имеется одна улица: Заречная.